# 쿠바드
쿠바드(Cuvade)는 아버지가 임신 중에 채택하는 여러 문화권의 특정 의식을 지칭하기 위해 1865년 인류학자 에드워드 버넷 타일러가 만든 용어이다.
쿠바드는 고대 이집트에서 아이가 태어나면 남자가 침대에 누워 금식과 정화의 기간을 거치는 "노동"의 의식을 경험하는 "신성한 출생 관습", "특정 금기 사항"으로 거슬러 올라간다.
고대 그리스어 작가 플루타르코스는 아마토스의 파이온(Paeon)이 보고한 키프로스의 관습에 대해 언급한다. 아리아드네(임신 중 사망)의 신화를 기리는 관습인데, 젊은 남자가 누워서 분만 중에 여성의 울음소리와 몸짓을 흉내 내곤 했다.
"쿠바드(couvade)"라는 용어는 프랑스어에서 차용한 것으로 동사 couver("부화시키다, 해치다")에서 파생되었다. 현대적인 의미에서 이 용어의 사용은 "아무것도 하지 않고 앉아 있다"를 의미하는 초기 관용구 faire la couvade에 대한 오해에서 비롯되었다.
쿠바드의 한 예는 칸타브리인 출신인데, 아이가 태어나는 동안이나 직후에 아버지가 잠자리에 들고 진통을 호소하며 임신 중이나 출산 후 여성에게 일반적으로 보여지는 치료를 받는 관습이 있었다. 마찬가지로, 파푸아뉴기니에서는 아버지들이 마을 밖에 오두막을 짓고 아기가 태어날 때까지 노동의 고통을 흉내냈다. 비슷한 의식이 태국, 러시아, 중국, 인도의 다른 문화 집단과 아메리카 대륙의 많은 원주민 집단에서도 발생한다.
일부 문화권에서는 "동정적 임신"이 어머니로부터 악마나 영혼을 쫓아내거나 아이를 위해 초자연적인 존재의 은총을 구하려는 노력에 기인한다. 쿠바드(Cuvade)는 그리스 지리학자 스트라보(3.4.17)를 비롯해 역사 전반에 걸쳐 여행자들에 의해 보고됐다.
클로드 레비스트로스에 따르면, 쿠바드 관습은 일부 사회에서 남성과 그들의 아내, 미래의 자녀를 함께 "결합"함으로써 가족 제도를 강화한다.

## 같이 보기
- 쿠바드 증후군